# Jack Bobridge
Jack Bobridge (Adelaide, 13 luglio 1989) è un ex pistard e ciclista su strada australiano. Su pista ha vinto due medaglie d'argento olimpiche nell'inseguimento a squadre e tre titoli mondiali, detenendo inoltre dal 2011 al 2018 il record del mondo sulla distanza dei 4000 m da fermo, mentre su strada è stato campione del mondo Under-23 a cronometro nel 2009 e poi professionista dal 2010 al 2016.

## Carriera
Comincia a gareggiare nel ciclismo all'età di quindici anni, su strada; si dedica però presto alla pista, frequentando il South Australian Sports Institute e l'Australian Institute of Sport. Nel 2006, a 17 anni, si aggiudica il titolo mondiale su pista Juniors nell'inseguimento a squadre a Gand, in Belgio; nella medesima specialità conferma l'iride di categoria l'anno dopo ad Aguascalientes, in Messico. Nella stagione 2007-2008, dopo aver debuttato nella categoria Open su pista, vince la gara di inseguimento a squadre di Coppa del mondo a Los Angeles e il campionato nazionale nella specialità dell'americana. Nell'estate 2008 partecipa ai Giochi olimpici di Pechino, come parte del quartetto australiano dell'inseguimento (si classificano quarti).
Nella stagione 2008-2009 si aggiudica altre due gare di Coppa del mondo, questa volta a Melbourne, nell'inseguimento individuale e a squadre: in queste due specialità conquista nello stesso autunno anche i campionati d'Oceania. Nel 2009 vince per la prima volta il campionato nazionale Open dell'inseguimento individuale. Parallelamente si dedica, nell'arco dell'anno, all'attività su strada, gareggiando da Under-23 e conseguendo numerosi successi: fra essi, oltre all'Eschborn-Frankfurt City Loop di categoria, i due titoli nazionali australiani, in linea e a cronometro, ed il titolo mondiale a cronometro Under-23.
Nel 2010 Bobridge conquista altri tre campionati nazionali su pista, nell'inseguimento individuale (come già nel 2009) e a squadre e nella corsa a punti. Si aggiudica poi anche il campionato mondiale dell'inseguimento a squadre, il primo in carriera per lui, e le due prove di inseguimento ai Giochi del Commonwealth di Delhi. Su strada debutta nella categoria professionisti con la divisa del team Garmin-Transitions: già al primo anno, dopo aver preso parte al Giro d'Italia, ottiene una vittoria, nella quinta tappa dell'Eneco Tour.
Apre la stagione 2011 con un altro successo, nella prova in linea Elite dei campionati nazionali su strada. Il 2 febbraio dello stesso anno, a Sydney, fa suo per il terzo anno consecutivo il titolo nazionale dell'inseguimento su pista. Nell'occasione stabilisce il nuovo record del mondo sulla distanza dei 4000 m da fermo, fermando il cronometro a 4'10"534, oltre cinque decimi meglio del precedente primato, 4'11"114, messo a referto da Chris Boardman nel 1996. Il record verrà migliorato di oltre tre secondi nel 2018 da Ashton Lambie. Nel prosieguo di stagione Bobridge vince quindi i titoli iridati nell'inseguimento individuale e a squadre ad Apeldoorn.
Nel 2012 si aggiudica tre campionati australiani su pista, nella corsa a punti, nell'inseguimento a squadre e nello scratch, e la gara di inseguimento a squadre di Coppa del mondo a Londra. Ai campionati del mondo si classifica secondo sia nell'inseguimento individuale che in quello a squadre; ottiene lo stesso anche ai Giochi olimpici di Londra nell'inseguimento a squadre. Su strada partecipa per la seconda volta al Giro d'Italia, questa volta vestendo la maglia del team Orica-GreenEDGE.
Nel 2015 si aggiudica la prima tappa del Tour Down Under, mentre a inizio 2016, sotto contratto con la Trek-Segafredo, vince il suo secondo titolo nazionale in linea, imponendosi in solitaria sul traguardo di Buninyong. Nel novembre 2016 annuncia quindi il ritiro dalle corse, dopo aver scoperto di essere affetto da artrite reumatoide.

## Palmarès

### Pista
- 2006 (Juniors)

Campionati del mondo Juniors, Inseguimento a squadre (con Leigh Howard, Cameron Meyer e Travis Meyer)
Campionati oceaniani 2007, Inseguimento individuale Juniors
- 2007 (Juniors)

Campionati australiani, Inseguimento a squadre Juniors (con Christos Winter, Sean Boyle e Rohan Dennis)
Campionati australiani, Americana (con Glenn O'Shea)
Campionati del mondo Juniors, Inseguimento a squadre (con Leigh Howard, Travis Meyer e Glenn O'Shea)
- 2008

3ª prova Coppa del mondo 2007-2008, Inseguimento a squadre (Los Angeles, con Peter Dawson, Mark Jamieson e Bradley McGee)
Campionati oceaniani 2009, Inseguimento individuale
Campionati oceaniani 2009, Inseguimento a squadre (con Zakkari Dempster, Rohan Dennis e Mark Jamieson)
2ª prova Coppa del mondo 2008-2009, Inseguimento individuale (Melbourne)
2ª prova Coppa del mondo 2008-2009, Inseguimento a squadre (Melbourne, con Rohan Dennis, Luke Durbridge e Mark Jamieson)
- 2009

Campionati australiani, Inseguimento individuale
- 2010

Campionati australiani, Inseguimento individuale
Campionati australiani, Inseguimento a squadre (con Rohan Dennis, James Glasspool e Dale Parker)
Campionati australiani, Corsa a punti
Campionati del mondo, Inseguimento a squadre (con Michael Hepburn, Leigh Howard e Cameron Meyer)
Giochi del Commonwealth, Inseguimento individuale
Giochi del Commonwealth, Inseguimento a squadre (con Michael Freiberg, Michael Hepburn e Dale Parker)
Campionati oceaniani 2011, Inseguimento a squadre (con Michael Hepburn, Leigh Howard e Cameron Meyer)
1ª prova Coppa del mondo 2010-2011, Inseguimento a squadre (Melbourne, con Michael Hepburn, Leigh Howard e Cameron Meyer)
Campionati australiani 2011, Americana (con Cameron Meyer)
- 2011

Campionati australiani, Inseguimento individuale
Campionati del mondo, Inseguimento a squadre (con Rohan Dennis, Luke Durbridge e Michael Hepburn)
Campionati del mondo, Inseguimento individuale
- 2012

Campionati australiani, Corsa a punti
Campionati australiani, Inseguimento a squadre (con Rohan Dennis, Alexander Edmondson e Glenn O'Shea)
Campionati australiani, Scratch
4ª prova Coppa del mondo 2011-2012, Inseguimento a squadre (Londra, con Rohan Dennis, Alexander Edmondson e Michael Hepburn)
- 2014

Campionati australiani, Inseguimento a squadre (con Luke Davison, Alexander Edmondson e Glenn O'Shea)
- 2015

2ª prova Coppa del mondo 2015-2016, Inseguimento a squadre (Cambridge, con Luke Davison, Alexander Edmondson e Michael Hepburn)

### Strada
- 2009 (Team Jayco-AIS, otto vittorie)

Campionati australiani, Prova in linea Under-23
Campionati australiani, Prova a cronometro Under-23
Eschborn-Frankfurt City Loop Under-23
4ª tappa Tour of Japan (Minami Shinshu > Minami Shinshu)
6ª tappa Tour of Japan (Izu > Izu)
2ª tappa Internationale Thüringen Rundfahrt (Oberhof > Oberhof)
5ª tappa Internationale Thüringen Rundfahrt (Oberhof > Oberhof, cronometro)
Campionati del mondo, Prova a cronometro Under-23 (con la Nazionale australiana)
- 2010 (Team Garmin-Transitions, una vittoria)

5ª tappa Eneco Tour (Roermond > Sittard)
- 2011 (Garmin-Cervélo, una vittoria)

Campionati australiani, Prova in linea
- 2015 (Budget Forklifts, una vittoria)

1ª tappa Tour Down Under (Tanunda > Campbelltown) (con il Team UniSA Australia)
- 2016 (Trek-Segafredo, una vittoria)

Campionati australiani, Prova in linea

## Piazzamenti

### Grandi Giri
- Giro d'Italia

2010: ritirato (13ª tappa)
2012: ritirato (20ª tappa)
2013: non partito (14ª tappa)
2016: 156º

### Classiche monumento
- Liegi-Bastogne-Liegi

2014: ritirato
2016: ritirato

### Competizioni mondiali
- Campionati del mondo su pista

Manchester 2008 - Inseg. a squadre: 4º (solo qualificazioni)
Pruszków 2009 - Inseguimento individuale: 2º
Pruszków 2009 - Inseguimento a squadre: 2º
Ballerup 2010 - Inseguimento individuale: 3º
Ballerup 2010 - Inseguimento a squadre: vincitore
Apeldoorn 2011 - Inseguimento a squadre: vincitore
Apeldoorn 2011 - Inseguimento individuale: vincitore
Melbourne 2012 - Inseguimento a squadre: 2º
Melbourne 2012 - Inseguimento individuale: 2º
St-Quentin-en-Yv. 2015 - Inseg. a squadre: 3º
St-Quentin-en-Yv. 2015 - Inseg. individuale: 2º
St-Quentin-en-Yv. 2015 - Americana: 7º
- Campionati del mondo su strada

Aguascalientes 2007 - Cronometro Juniors: 4º
Aguascalientes 2007 - In linea Juniors: 65º
Mendrisio 2009 - Cronometro Under-23: vincitore
Mendrisio 2009 - In linea Under-23: ritirato
Copenaghen 2011 - Cronometro Elite: 5º
- Giochi olimpici

Pechino 2008 - Inseguimento a squadre: 4º
Londra 2012 - Inseguimento a squadre: 2º
Rio de Janeiro 2016 - Inseguimento a squadre: 2º